# Саут-Лейкленд
Саут-Лейкленд (англ. South Lakeland) — район (англ. non-metropolitan district) в неметрополитенском графстве Камбрия, административный центр — город Кендел.
Район расположен в южной части графства Камбрия, включая в себя значительную часть национального парка Лейк-Дистрикт, а также часть побережья залива Моркам Ирландского моря.